# Grand Tournoi européen de football 1911
Le Grand Tournoi européen de football association, organisé par l'Union internationale amateur de football association (UIAFA), est une compétition de football opposant des sélections nationales européennes de joueurs amateurs. Il se déroule dans le cadre de l'exposition internationale du Nord de la France de 1911. Le tournoi n'a de « grand » que le nom, car il réunit seulement quatre équipes invitées (pour trois matchs organisés).
Quarante-neuf ans avant la Coupe d'Europe des nations de football 1960 en France, il s'agit d'une des premières tentatives de compétition européenne entre sélections nationales.

## Equipes engagées
- France
- Angleterre
- Suisse (forfait)
- Bohême-et-Moravie

- Nord de la France (remplace la Suisse)

L'équipe de Suisse ayant déclaré forfait, le Comité d’organisation décide d’accorder la place vacante à une équipe du Nord de la France composée de joueurs de l'US Tourquennoise, du Stade roubaisien, du Racing Club de Roubaix et de l’Olympique lillois.

## Demi-finales
| 25 mai 1911 | Nord de la France | 1 - 2 | Angleterre | Stadium de Roubaix (Croix) |                     |
| 17h00       |                   |       |            | Spectateurs : 4 000        | Spectateurs : 4 000 |

| 28 mai 1911 | France     | 1 - 4 | Bohême-et-Moravie         | Stadium de Roubaix (Croix) |                     |
| 16h00       | Chandelier |       | Bělka 15e · Košek · Medek | Arbitrage : Gardner        | Arbitrage : Gardner |

## Finale
| 29 mai 1911 | Bohême-et-Moravie | 2 - 1 | Angleterre | Stadium de Roubaix (Croix)              |                                         |
| 17h30       | Bělka 70e 73e     |       | 60e        | Spectateurs : 3 000 Arbitrage : Collier | Spectateurs : 3 000 Arbitrage : Collier |